# Heteroneura

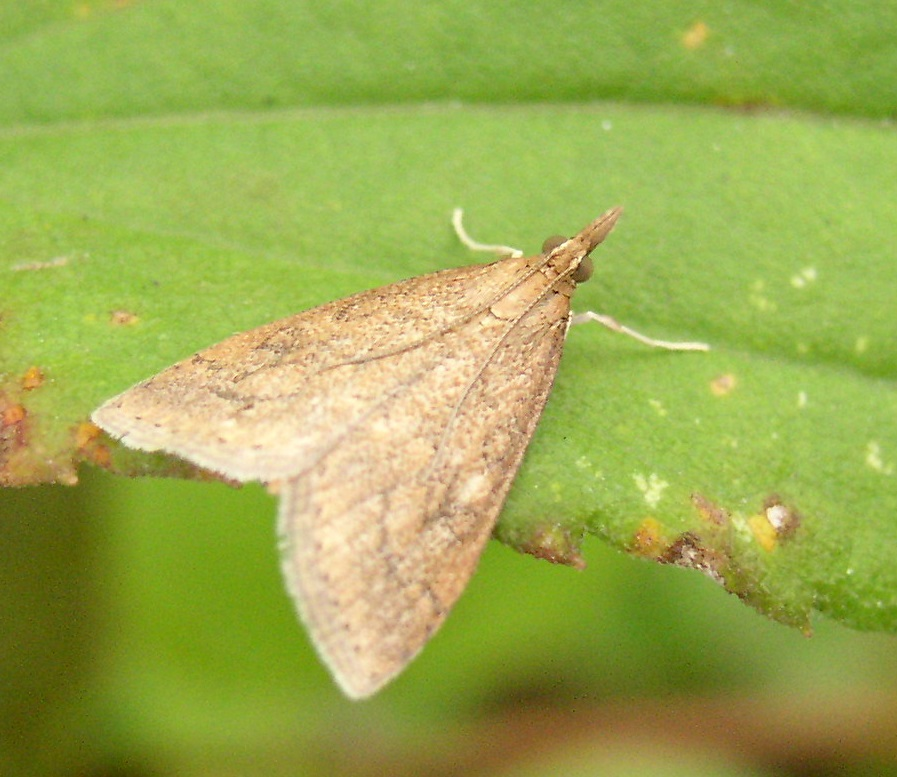
Udea rubigalis, familia Crambidae

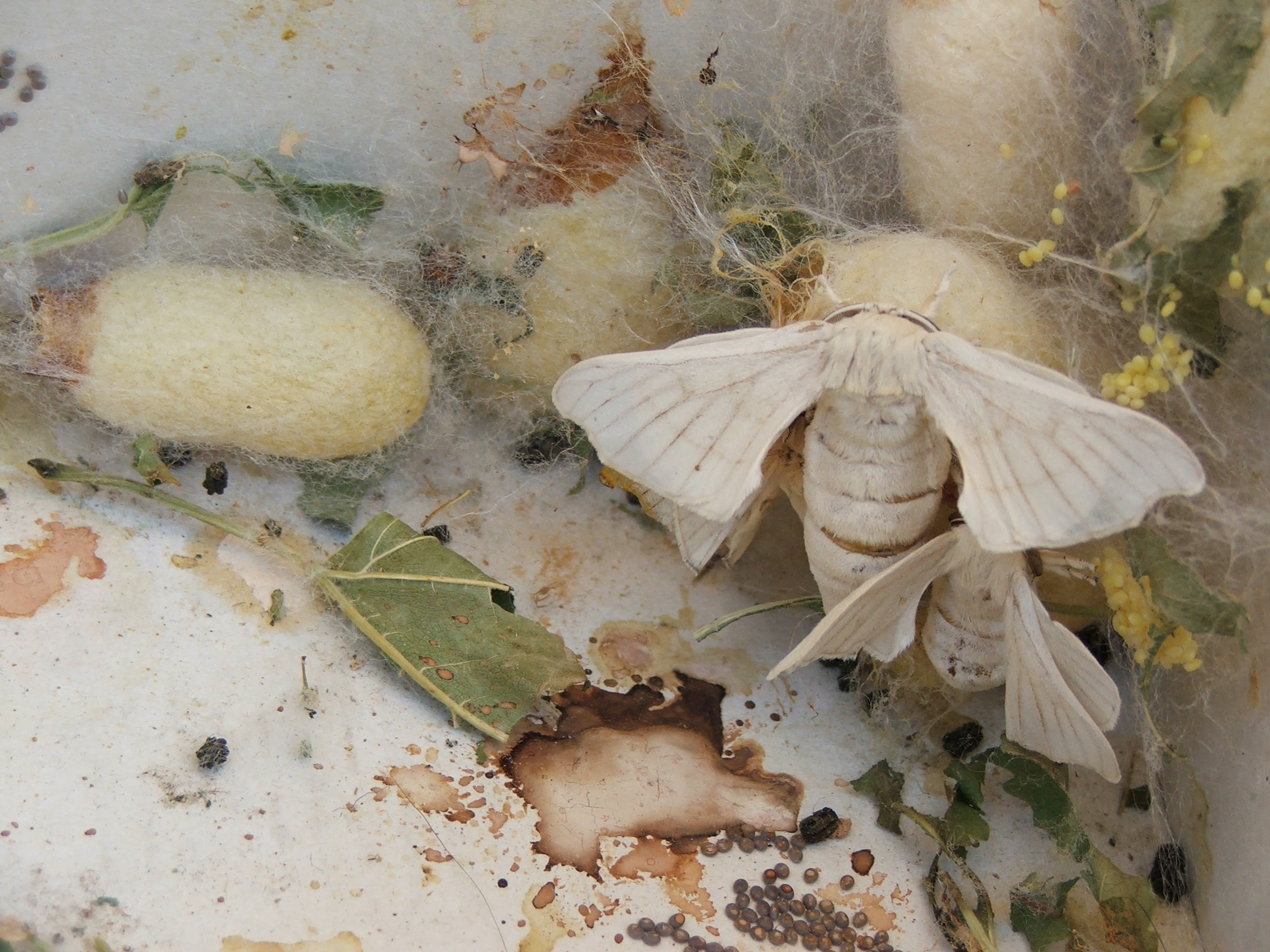
Bombyx mori, familia Bombycidae

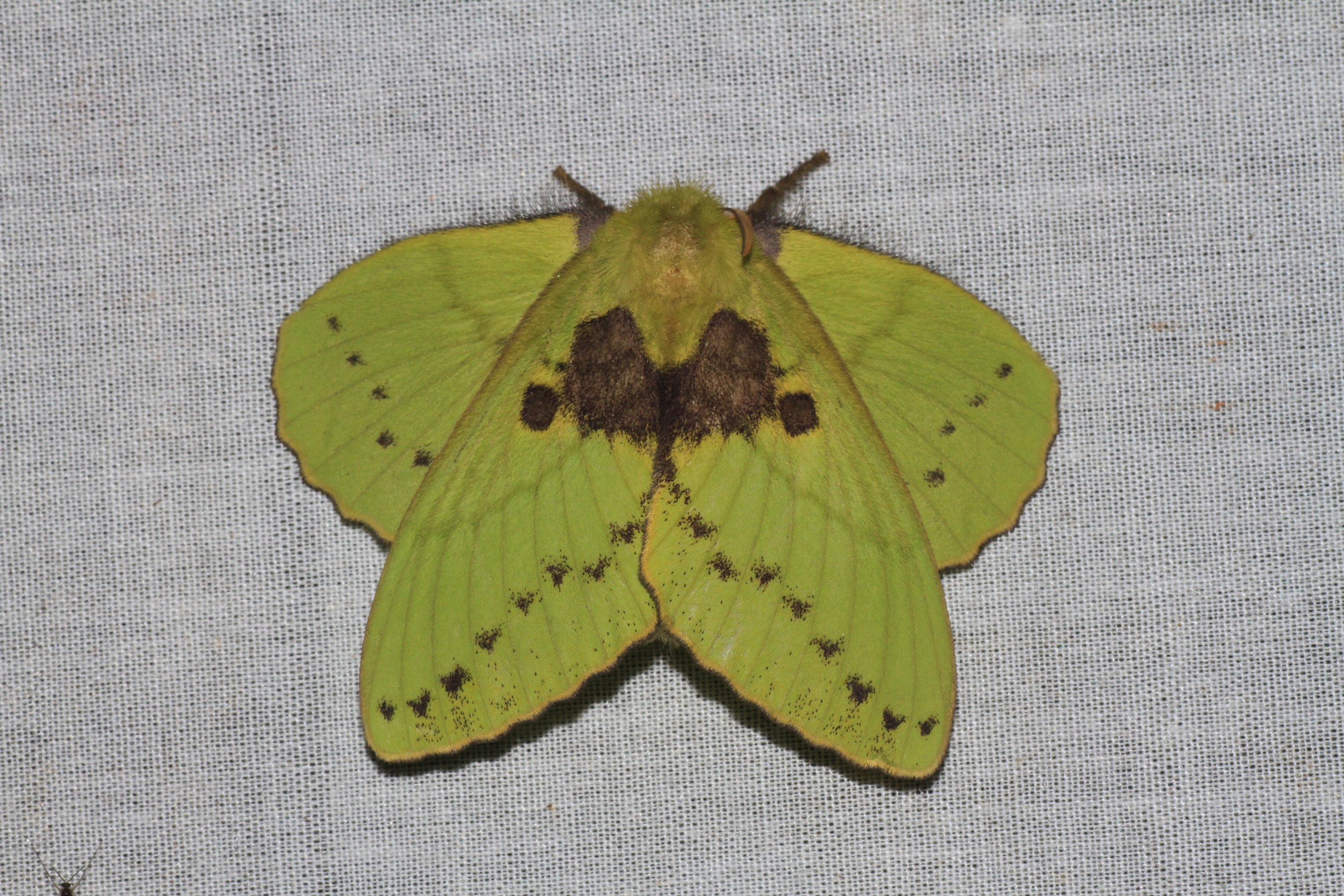
Trabala ganesha, familia Lasiocampidae

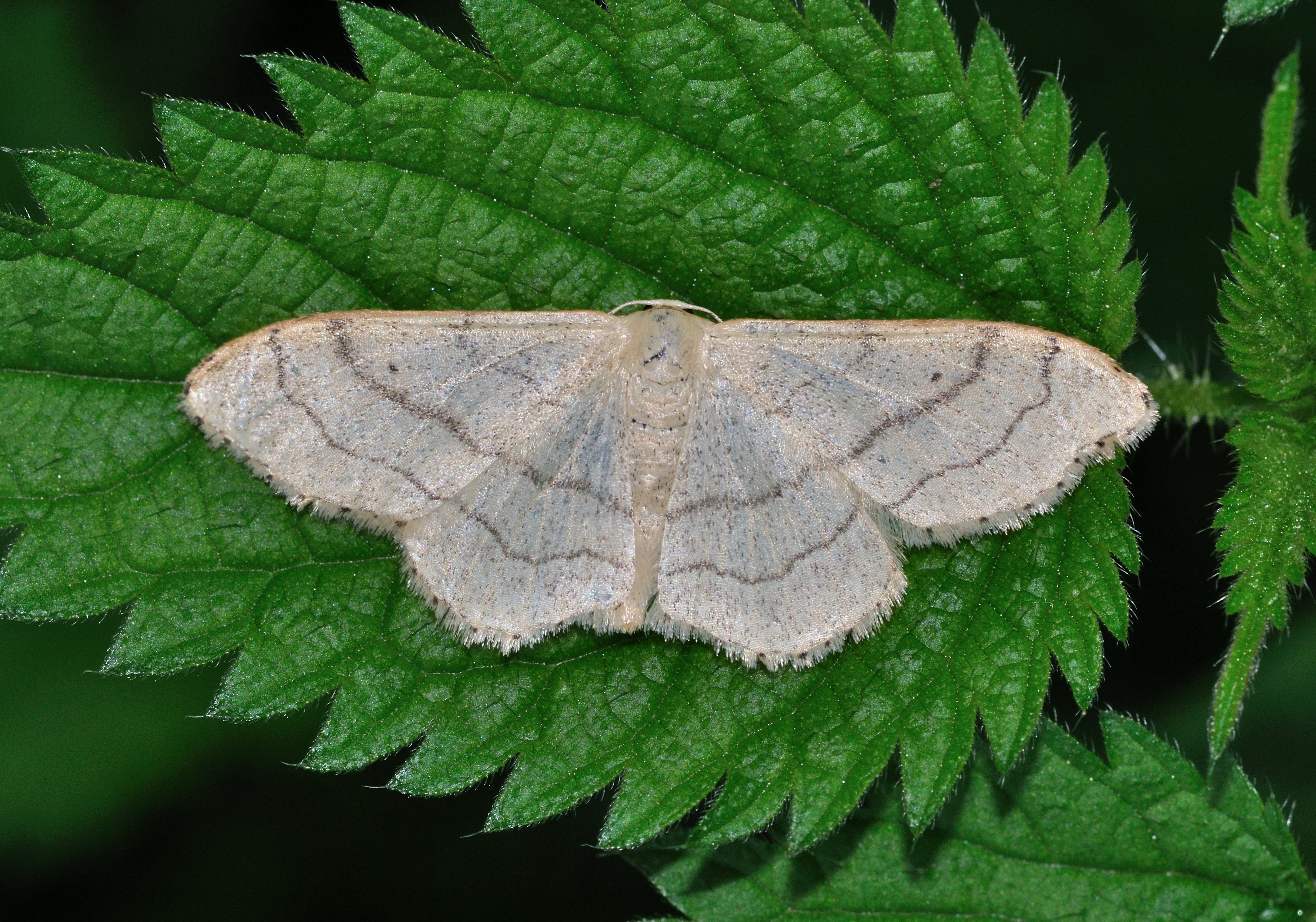
Idaea aversata, familia Geometridae

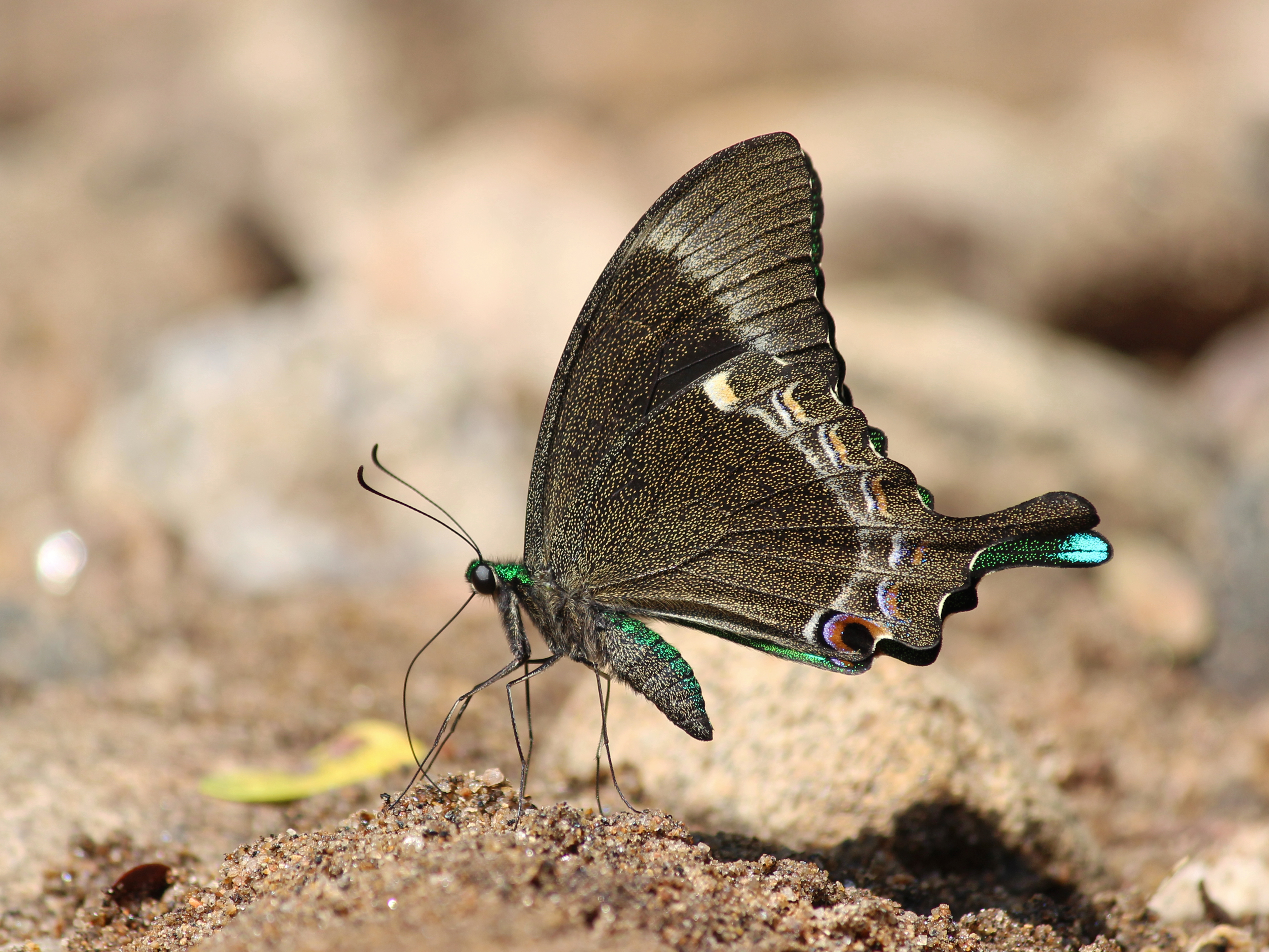
Papilio crino, familia Papilionidae

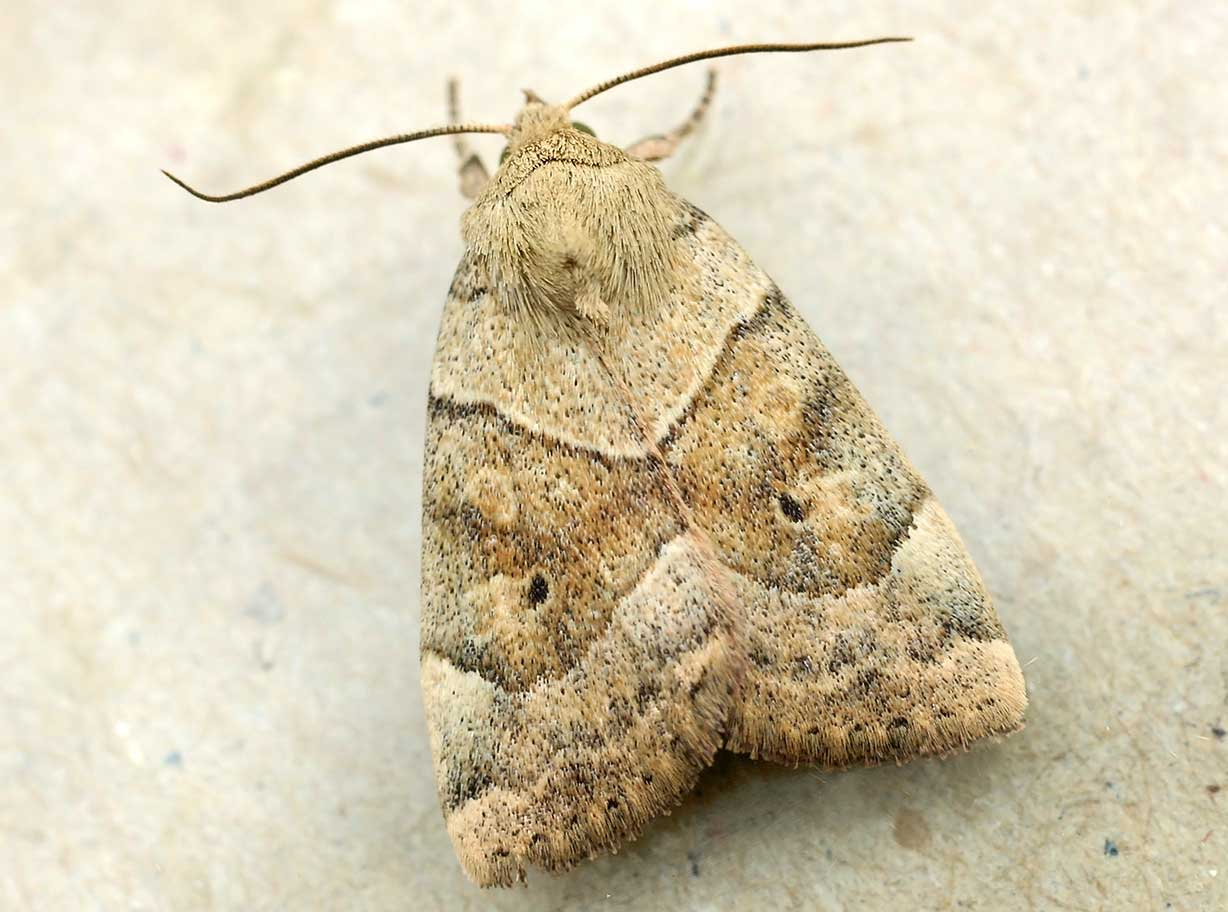
Cosmia trapezina, familia Noctuidae

Los heteroneuros (Heteroneura) son un infraorden de lepidópteros del suborden Glossata que comprende más del 99% de todas las mariposas diurnas y nocturnas (vulgarmente llamadas polillas). Se caracteriza porque la disposición de las nervaduras de las alas anteriores es diferente a la de las alas posteriores. Son el grupo hermano del infraorden Exoporia.

## Taxonomía
La taxonomía de los heteroneuros es compleja; de manera simplificada se pueden subdividir en heteroneuros "no-ditrisios" (que formaban el antiguo taxon Monotrysia) i heteroneuros ditrisios:
"no-ditrisios"
- Superfamilia Adeloidea Bruand, 1850
- Superfamilia Andesianoidea Davis & Gentili, 2003
- Superfamilia Nepticuloidea Stainton, 1854
- Superfamilia Palaephatoidea Davis, 1986
- Superfamilia Tischerioidea Spuler, 1898

Clade Ditrysia
- Superfamilia Tineoidea Latreille, 1810
- Superfamilia Gracillarioidea Stainton, 1854
- Superfamilia Yponomeutoidea Stephens, 1829
- Superfamilia Simaethistoidea Minet, 1991
- Superfamilia Gelechioidea Stainton, 1854
- Superfamilia Alucitoidea Leach, 1815
- Superfamilia Pterophoroidea Latreille, 1802
- Superfamilia Carposinoidea Walsingham, 1897
- Superfamilia Schreckensteinioidea Fletcher, 1929
- Superfamilia Epermenioidea Spuler, 1910
- Superfamilia Urodoidea Kyrki, 1988
- Superfamilia Immoidea Common, 1979
- Superfamilia Choreutoidea Stainton, 1858
- Superfamilia Galacticoidea Minet, 1986
- Superfamilia Tortricoidea Latreille, 1802
- Superfamilia Cossoidea Leach, 1815
- Superfamilia Zygaenoidea Latreille, 1809
- Superfamilia Whalleyanoidea Minet, 1991
- Superfamilia Thyridoidea Herrich-Schäffer, 1846
- Superfamilia Hyblaeoidea Hampson, 1903
- Superfamilia Calliduloidea Moore, 1877
- Superfamilia Papilionoidea Latreille, 1802
- Superfamilia Pyraloidea Latreille, 1809
- Superfamilia Mimallonoidea Burmeister, 1878
- Superfamilia Drepanoidea Boisduval, 1828
- Superfamilia Lasiocampoidea Harris, 1841
- Superfamilia Bombycoidea Latreille, 1802
- Superfamilia Geometroidea Leach, 1815
- Superfamilia Noctuoidea Latreille, 1809